# Cremosperma ignotum
Cremosperma ignotum är en tvåhjärtbladig växtart som beskrevs av Conrad Vernon Morton. Cremosperma ignotum ingår i släktet Cremosperma och familjen Gesneriaceae. Inga underarter finns listade i Catalogue of Life.